# The King's Man (film 1913)
The King's Man è un cortometraggio muto del 1913 diretto da W.J. Bauman.

## Produzione
Il film fu prodotto dalla Vitagraph Company of America.

## Distribuzione
Distribuito dalla General Film Company, il film - un cortometraggio in una bobina - uscì nelle sale cinematografiche statunitensi il 3 novembre 1913.